# Aliance rebelů
Aliance pro obnovu republiky (anglicky Alliance to Restore the Republic), zkráceně Aliance rebelů či Povstalecká aliance (anglicky Rebel Alliance), nebo jen rebelové, povstalci apod., je odbojové hnutí ve fiktivním světě Star Wars, bojující proti tyranii ztělesněné Impériem. Existence Aliance rebelů je přímou reakcí na zvěrstva, kterých se nový režim v galaxii dopouštěl po zániku Republiky. Zakládajícími členy Aliance jsou princezna Leia Organa a imperiální senátoři Mon Mothma, Bail Organa a další. Členové Aliance rebelů byli hlavními protagonisty původní trilogie Star Wars (epizody IV, V a VI).

## Historie (legendy)

### Založení Aliance
První náznaky založení Aliance přišly už v době vrcholících klonových válek v roce 19 BBY, kdy se utvořila skupina Delegace 2000, do které patřili Padmé Amidala, Bail Organa, Mon Mothma a další, kteří se obávali téměř neomezené moci, jakou svěřil senát do rukou kancléře Palpatina. Zejména se obávali jeho rozhodnutí delegovat pravomoci senátu na jím dosazené guvernéry (moffy). Po inauguraci Impéria však raději hlasovali pro jeho vznik, přestože například Bail Organa věděl, že je Palpatine ve skutečnosti temný pán ze Sithu, ale ten měl velkou podporu u lidu galaxie.
První náznaky, že nový galaktický režim nebude nic dobrého, přišly záhy po inauguraci, když dal císař Palpatine zatknout některé signatáře Delegace 2000 (např. Garm Bel Iblis byl o několik let později odsouzen k trestu smrti, ale povedlo se mu uprchnout) a zbylé zastrašil brutální údernou akcí na Kashyyyku a na Naboo, kde lidé odmítali novou imperiální vládu. V roce 18 BBY, když velkomoff Wilhuff Tarkin přistál se svou vlajkovou lodí na Ghornamu na hlavy demonstrantů, kteří protestovali proti imperiální přítomnosti a zvyšování daní, což si vyžádalo stovky obětí a tisíce zraněných. Mnoho zkušených důstojníků pak odešlo z imperiální armády.
Bail Organ, jenž se zatím vyhnul represím, začal shánět lidi, kteří by proti Impériu aktivně bojovali. Věděl ale, že není vhodná doba. Proto se stýkal s Mon Mothmou a Iblisem pouze na tajných jednáních, ale i ta brzy skončila, neboť po jednom projevu v imperiálním senátu byla Mon Mothma označena za zrádkyni a musela uprchnout. V galaxii se našlo mnoho různých skupin, jež začaly bojovat proti Impériu, ale jejich nesmělé akce byly zpravidla rychle likvidovány imperiálními stormtroopery nebo Darth Vaderem.
Ke zrodu skutečné Aliance rebelů napomohla nakonec dvojice sithských lordů, Sidious i Vader. Při trestné výpravě na Kashyyyk našel Vader malého kluka jménem Galen Marek, z něhož si vycvičil tajného učedníka Starkillera, jenž mu měl pomoci císaře svrhnout, aby vládl galaxii sám. V roce 2 BBY tohoto Starkillera posílal na mise zabíjet zbylé Jedie, aby dokázal svou připravenost postavit se císaři. Ten ho však odhalil a Vader byl nucen Starkillera zabít. Ovšem droidi medici ho dokázali zachránit a za půl roku ho mohli probudit. Vader mu dal nový úkol – sjednotit rebely a disidenty do jednoho hnutí, které bude bojovat proti císaři, aby odlákal císařovu pozornost. Starkiller neochotně misi přijal a vyhledal na Bespinu mistra Rahma Kotu, prvního Jedie, kterého měl na rozkaz Vadera před rokem zabít, ale ten přežil, ačkoliv byl nyní oslepen, zmrzačen a závislý na alkoholu.
Kota však byl dávným spojencem Baila Organy, jenž stále sloužil v senátu, kde občas vystupoval proti císaři. Tehdy se Impérium rozhodlo Baila vydírat a jeho dceru Leiu drželo na Kashyyyku jako rukojmí. Starkiller ji vysvobodil a získal si senátorovu důvěru, později i Mon Mothmy a Iblise, kteří se vrátili z exilu a na Corellii chystali stvořit a podepsat dokument Corellianská smlouva, kterým by oficiálně založili alianci rebelů. Ovšem setkání přerušila Darth Vader, který rebely dal zatknout a odvléct na nedokončenou Hvězdu smrti. Starkiller dokázal z Corellie uprchnout a spolu s pilotkou Juno Eclipse rebely našli. Zde se Starkiller, jenž odmítnul temnou stranu a přijal své skutečné jméno Galen, utkal s Vaderem i císařem. Proti oběma sice neměl šanci, ale dal rebelům dost času, aby stihli z hvězdy smrti uniknout. Sešli se na Kashyyyku v rozvalinách Galenova rodného domu, kde dokončili podepsání Correlianské smlouvy a zvolili si za svůj symbol rodový erb rodu Marekových. Sidious a Vader věděli, že pokud rebely, jež posílila Marekova oběť, nevyhladí, bude to jejich konec.